# Football Club Stade Lausanne-Ouchy 2018-2019
Questa voce raccoglie le informazioni riguardanti il Football Club Stade Lausanne-Ouchy nelle competizioni ufficiali della stagione 2018-2019.

## Stagione
Nella stagione 2018-2019 il Stade Lausanne-Ouchy, allenato da Andrea Binotto, concluse il campionato di Promotion League al 1º posto.

## Rosa
| N. |                       | Ruolo | Calciatore              |
| -- | --------------------- | ----- | ----------------------- |
| 1  | Turchia (bandiera)    | P     | Eren Sahingoz           |
| 3  | Burundi (bandiera)    | D     | David Habarugira        |
| 5  | Kosovo (bandiera)     | D     | Lavdrim Hajrulahu       |
| 6  | Svizzera (bandiera)   | C     | Samuel Gomis            |
| 7  | Francia (bandiera)    | C     | Andy Laugeois           |
| 8  | Francia (bandiera)    | C     | Bradley Bavueza         |
| 10 | Spagna (bandiera)     | C     | Parapar                 |
| 11 | Francia (bandiera)    | A     | Yanis Lahiouel          |
| 13 | Svizzera (bandiera)   | C     | Alexander de Groot      |
| 14 | Francia (bandiera)    | D     | Steve Samandjeu         |
| 15 | Svizzera (bandiera)   | C     | Nicolas Tebib           |
| 16 | Tunisia (bandiera)    | D     | Ferid Matri             |
| 17 | Capo Verde (bandiera) | D     | Dylan Tavares           |
| 17 | Svizzera (bandiera)   | C     | Quentin Gaillard        |
| 18 | Portogallo (bandiera) | C     | Daniel Márcio Fernandes |

| N. |                       | Ruolo | Calciatore               |
| -- | --------------------- | ----- | ------------------------ |
| 19 | Ruanda (bandiera)     | A     | Quentin Rushenguziminega |
| 20 | Angola (bandiera)     | C     | Zaku Fungilo             |
| 21 | Francia (bandiera)    | D     | Axel Danner              |
| 22 | Svizzera (bandiera)   | C     | Blerim Iseni             |
| 23 | Tunisia (bandiera)    | C     | Ahmed Mejri              |
| 24 | Svizzera (bandiera)   | C     | Roland Ndongo            |
| 25 | Svizzera (bandiera)   | D     | Fabian Geiser            |
| 26 | Svizzera (bandiera)   | C     | Michaël Perrier          |
| 29 | Svizzera (bandiera)   | A     | Qendrim Makshana         |
| 30 | Svizzera (bandiera)   | P     | Christophe Guedes        |
| 30 | Portogallo (bandiera) | P     | José Moreira             |
| 32 | Svizzera (bandiera)   | D     | Caine Keller             |
|    | Svizzera (bandiera)   | P     | Serge Emptaz             |
|    | Svizzera (bandiera)   | P     | Yann Jeanmonod           |

## Organigramma societario
Area tecnica
- Allenatore: Andrea Binotto
- Allenatore in seconda: Alexandre Badibanga
- Preparatore dei portieri:
- Preparatori atletici:

## Calciomercato

### Sessione estiva
| Acquisti | Acquisti | Acquisti | Acquisti |
| R.       | Nome     | da       | Modalità |
| -------- | -------- | -------- | -------- |

| Cessioni | Cessioni | Cessioni | Cessioni |
| R.       | Nome     | a        | Modalità |
| -------- | -------- | -------- | -------- |

### Sessione invernale
| Acquisti | Acquisti | Acquisti | Acquisti |
| R.       | Nome     | da       | Modalità |
| -------- | -------- | -------- | -------- |

| Cessioni | Cessioni | Cessioni | Cessioni |
| R.       | Nome     | a        | Modalità |
| -------- | -------- | -------- | -------- |

## Risultati

### Promotion League
| Arbitro: | Ljatifi |

|                        |           |                                             |
| Bozic 29’ Abegglen 65’ | Marcatori | 24’, 41’ Lahiouel 36’ Parapar 90’ Samandjeu |

| Arbitro: | Roth |

|                                                                         |           |  |
| Parapar 27’ Danner 33’ Ndongo 36’, 39’ Bavueza 74’ (rig.) Fernandes 78’ | Marcatori |  |

| Arbitro: | Odiet |

|                            |           |                                                      |
| Nsiala 66’, 90’ Seferi 90’ | Marcatori | 13’, 51’ Ndongo 40’ Laugeois 45’ Parapar 58’ Bavueza |

| Arbitro: | Ovcharov |

|             |           |              |
| Parapar 27’ | Marcatori | 63’ Cinquini |

| Arbitro: | Ghisletta |

|  |           |                         |
|  | Marcatori | 22’ Danner 53’ Lahiouel |

| Arbitro: | Huber |

|                           |           |          |
| Lahiouel 42’ Gaillard 45’ | Marcatori | 8’ Suter |

| Arbitro: | von Mandach |

|  |           |              |
|  | Marcatori | 18’ Lahiouel |

| Losanna 15 settembre 2018, ore 17:00 CEST 8ª giornata | Stade Lausanne-Ouchy | 0 – 0 referto | Münsingen | Centre sportif de Vidy (200 spett.)\| Arbitro: \| Thies \| |
| Arbitro:                                              | Thies                |               |           |                                                            |

| Arbitro: | Morais |

|  |           |              |
|  | Marcatori | 76’ Makshana |

| Losanna 29 settembre 2018, ore 17:00 CEST 10ª giornata | Stade Lausanne-Ouchy | 0 – 0 referto | Yverdon | Centre sportif de Vidy (500 spett.)\| Arbitro: \| Borra \| |
| Arbitro:                                               | Borra                |               |         |                                                            |

| Arbitro: | Wolfensberger |

|  |           |                                            |
|  | Marcatori | 22’, 90’ Lahiouel 41’ Ndongo 85’ Samandjeu |

| Arbitro: | Ghisletta |

|                      |           |                          |
| Mejri 8’ Bavueza 72’ | Marcatori | 33’ Gauthier 54’ Alvarez |

| Arbitro: | Gianforte |

|              |           |                                                    |
| Chentouf 35’ | Marcatori | 49’, 84’ Lahiouel 55’ Parapar 88’ Rushenguziminega |

| Arbitro: | Ljatifi |

|            |           |                                           |
| Müller 75’ | Marcatori | 7’ Lahiouel 12’ (rig.), 82’, 90’ Makshana |

| Arbitro: | Rothenfluh |

|                                      |           |  |
| Danner 49’ Samandjeu 57’ Bavueza 66’ | Marcatori |  |

| Arbitro: | Wolfensberger |

|                                                        |           |                           |
| Matri 38’ Lahiouel 56’ Ndongo 58’ Rushenguziminega 83’ | Marcatori | 4’ Abegglen 81’ Lovakovic |

| Arbitro: | Turkes |

|           |           |                                               |
| Costa 45’ | Marcatori | 68’ (rig.) Mejri 75’, 82’ Lahiouel 75’ Ndongo |

| Arbitro: | Dégallier |

|                              |           |                   |
| Lahiouel 16’, 69’ Geiser 90’ | Marcatori | 4’, 49’ Schiavano |

| Arbitro: | Bannwart |

|  |           |                                                  |
|  | Marcatori | 26’ Danner 35’ Parapar 90’ Samandjeu 90’ Tavares |

| Arbitro: | Odiet |

|                                                 |           |  |
| Parapar 4’, 27’, 50’ Lahiouel 49’ Samandjeu 74’ | Marcatori |  |

| Arbitro: | Roth |

|  |           |                                |
|  | Marcatori | 19’ (rig.) Geiser 90’ Lahiouel |

| Arbitro: | Kanagasingam |

|             |           |  |
| Lahiouel 5’ | Marcatori |  |

| Arbitro: | von Mandach |

|           |           |              |
| Gasser 9’ | Marcatori | 53’ Lahiouel |

| Arbitro: | Ovcharov |

|  |           |                          |
|  | Marcatori | 34’ Guarino 81’ Magnetti |

| Arbitro: | Ljatifi |

|             |           |              |
| Eleouet 51’ | Marcatori | 23’ Lahiouel |

| Arbitro: | Ghisletta |

|                       |           |            |
| Mejri 45’ Bavueza 63’ | Marcatori | 45’ Ciftci |

| Arbitro: | Thies |

|              |           |                         |
| Gauthier 49’ | Marcatori | 22’ Fernandes 39’ Iseni |

| Arbitro: | Jancevski |

|           |           |                   |
| Iseni 42’ | Marcatori | 9’, 75’ Zambrella |

| Arbitro: | Grundbacher |

|                   |           |                 |
| Geiser 65’ (rig.) | Marcatori | 16’, 78’ Giampà |

| Zurigo 25 maggio 2019, ore 16:00 CEST 30ª giornata                                                              | YF Juventus | 2 – 4 referto                                   | Stade Lausanne-Ouchy | Juchhof 1 (120 spett.) |
| \| \| \| \| \| Teixeira 36’ Causi 70’ (rig.) \| Marcatori \| 5’, 40’ Lahiouel 20’ Rushenguziminega 75’ Mejri \| |             |                                                 |                      |                        |
| |             |                                                 |                      |                        |
| Teixeira 36’ Causi 70’ (rig.)                                                                                   | Marcatori   | 5’, 40’ Lahiouel 20’ Rushenguziminega 75’ Mejri |                      |                        |

## Statistiche

### Statistiche di squadra
| Competizione     | Punti | In casa | In casa | In casa | In casa | In casa | In casa | In trasferta | In trasferta | In trasferta | In trasferta | In trasferta | In trasferta | Totale | Totale | Totale | Totale | Totale | Totale | DR  |
| Competizione     | Punti | G       | V       | N       | P       | Gf      | Gs      | G            | V            | N            | P            | Gf           | Gs           | G      | V      | N      | P      | Gf     | Gs     | DR  |
| ---------------- | ----- | ------- | ------- | ------- | ------- | ------- | ------- | ------------ | ------------ | ------------ | ------------ | ------------ | ------------ | ------ | ------ | ------ | ------ | ------ | ------ | --- |
| Promotion League | 69    | 15      | 8       | 4       | 3       | 31      | 15      | 15           | 13           | 2            | 0            | 43           | 13           | 30     | 21     | 6      | 3      | 74     | 28     | +46 |
| Totale           | 69    | 15      | 8       | 4       | 3       | 31      | 15      | 15           | 13           | 2            | 0            | 43           | 13           | 30     | 21     | 6      | 3      | 74     | 28     | +46 |

### Andamento in campionato
| Giornata  | 1 | 2 | 3 | 4 | 5 | 6 | 7 | 8 | 9 | 10 | 11 | 12 | 13 | 14 | 15 | 16 | 17 | 18 | 19 | 20 | 21 | 22 | 23 | 24 | 25 | 26 | 27 | 28 | 29 | 30 |
| --------- | - | - | - | - | - | - | - | - | - | -- | -- | -- | -- | -- | -- | -- | -- | -- | -- | -- | -- | -- | -- | -- | -- | -- | -- | -- | -- | -- |
| Luogo     | T | C | T | C | T | C | T | C | T | C  | T  | C  | T  | T  | C  | C  | T  | C  | T  | C  | T  | C  | T  | C  | T  | C  | T  | C  | C  | T  |
| Risultato | V | V | V | N | V | V | V | N | V | N  | V  | N  | V  | V  | V  | V  | V  | V  | V  | V  | V  | V  | N  | P  | N  | V  | V  | P  | P  | V  |
| Posizione | 3 | 1 | 1 | 1 | 2 | 2 | 2 | 1 | 1 | 1  | 1  | 1  | 1  | 1  | 1  | 1  | 1  | 1  | 1  | 1  | 1  | 1  | 1  | 1  | 1  | 1  | 1  | 1  | 1  | 1  |

Legenda:

Luogo: C = Casa; T = Trasferta. Risultato: V = Vittoria; N = Pareggio; P = Sconfitta.

### Statistiche dei giocatori
| B. Bavueza          | 23 | 5  | 5 | 0 |
| A. Danner           | 28 | 4  | 2 | 0 |
| S. Emptaz           | 0  | 0  | 0 | 0 |
| D. Fernandes        | 8  | 2  | 0 | 0 |
| Z. Fungilo          | 4  | 0  | 0 | 0 |
| Q. Gaillard         | 26 | 1  | 4 | 1 |
| F. Geiser           | 23 | 3  | 3 | 0 |
| S. Gomis            | 18 | 0  | 4 | 1 |
| C. Guedes           | 24 | 0  | 0 | 0 |
| D. Habarugira       | 3  | 0  | 1 | 0 |
| L. Hajrulahu        | 19 | 0  | 0 | 0 |
| B. Iseni            | 19 | 2  | 0 | 0 |
| Y. Jeanmonod        | 0  | 0  | 0 | 0 |
| C. Keller           | 7  | 0  | 0 | 0 |
| Y. Lahiouel         | 27 | 22 | 4 | 0 |
| A. Laugeois         | 18 | 1  | 5 | 1 |
| Q. Makshana         | 8  | 4  | 0 | 0 |
| F. Matri            | 24 | 1  | 2 | 0 |
| A. Mejri            | 23 | 4  | 3 | 0 |
| J. Moreira          | 0  | 0  | 0 | 0 |
| R. Ndongo           | 28 | 7  | 0 | 0 |
| P. Parapar          | 20 | 9  | 1 | 0 |
| M. Perrier          | 13 | 0  | 1 | 0 |
| Q. Rushenguziminega | 25 | 3  | 4 | 0 |
| E. Sahingoz         | 6  | 0  | 0 | 0 |
| S. Samandjeu        | 18 | 5  | 6 | 0 |
| A. Soos             | 2  | 0  | 0 | 0 |
| D. Tavares          | 20 | 1  | 3 | 0 |
| R. Taylor-Parkes    | 1  | 0  | 0 | 0 |
| N. Tebib            | 2  | 0  | 0 | 0 |
| A. de Groot         | 5  | 0  | 1 | 0 |